# Papirus 111
Papirus 111 (według numeracji Gregory-Aland), oznaczany symbolem {\displaystyle {\mathfrak {P}}^{111}} – wczesny grecki rękopis Nowego Testamentu, spisany w formie kodeksu na papirusie. Paleograficznie datowany jest na III wiek. Zawiera fragmenty Ewangelii według Łukasza.

## Opis
Zachował się tylko fragment jednej karty Ewangelii według Łukasza (17,11-13.22-23). Oryginalna karta miała rozmiary 12 na 22 cm. Tekst pisany jest w 21-22 linijkach na stronę. Rękopis sporządzony został przez skrybę wprawionego w pisaniu dokumentów.
Nomina sacra pisane są skrótami.

## Tekst
Tekst fragmentu wykazuje całkowitą zgodność z Papirusem Bodmer XIV, jednego z najlepszych świadków tekstu aleksandryjskiego.
W Łk 17,12, przekazuje wariant απηντησαν (oni napotkali) – wspierany tylko przez Bodmer XIV. Pozostałe rękopisy mają υπηντησαν (oni spotkali).

## Historia
Rękopis prawdopodobnie powstał w Egipcie. Na liście rękopisów znalezionych w Oksyrynchos figuruje na pozycji 4495. Tekst rękopisu opublikował Walter E. H. Cockle w 1999 roku. INTF umieścił go na liście rękopisów Nowego Testamentu, w grupie papirusów, dając mu numer 111.
Rękopis datowany jest przez INTF na III wiek. Zachodzi paleograficzne podobieństwo do P. Gissensis 40 (datowany na 215 rok). Comfort datuje go na I połowę III wieku.
Cytowany jest w krytycznych wydaniach Nowego Testamentu (NA27).
Obecnie przechowywany jest w Ashmolean Museum (P. Oxy. 4495) w Oksfordzie.